# Belgiens Grand Prix 2021
Belgiens Grand Prix 2021, officiellt Formula 1 Rolex Belgian Grand Prix 2021, var ett Formel 1-lopp som kördes den 29 augusti 2021 på Circuit de Spa-Francorchamps i Francorchamps i Belgien. Loppet var det tolfte loppet ingående i Formel 1-säsongen 2021 och kördes över 1 varv istället för de 44 varv som var planerade. 
Efter att loppet hade startats, kördes totalt 3 varv bakom säkerhetsbilen innan det rödflaggades. Enligt reglerna tilldelades halverade poäng eftersom loppet hade kört mer än 2 varv men mindre än 75% av den totala distansen.

## Ställning i mästerskapet före loppet
| Pos. | Förare          | Poäng |
| ---- | --------------- | ----- |
| 1    | Lewis Hamilton  | 195   |
| 2    | Max Verstappen  | 187   |
| 3    | Lando Norris    | 113   |
| 4    | Valtteri Bottas | 108   |
| 5    | Sergio Pérez    | 104   |

| Pos. | Konstruktör      | Poäng |
| ---- | ---------------- | ----- |
| 1    | Mercedes         | 303   |
| 2    | Red Bull-Honda   | 291   |
| 3    | McLaren-Mercedes | 163   |
| 4    | Ferrari          | 163   |
| 5    | Alpine-Renault   | 77    |

- Notering: Endast de fem bästa placeringarna i vardera mästerskap finns med på listorna.

## Kvalet
Max Verstappen för Red Bull tog pole position följt av George Russell för Williams följt av Lewis Hamilton för Mercedes.
| Pos.                    | Nr. | Förare             | Konstruktör               | Kvaltider | Kvaltider | Kvaltider | Start- grid |
| Pos.                    | Nr. | Förare             | Konstruktör               | Q1        | Q2        | Q3        | Start- grid |
| ----------------------- | --- | ------------------ | ------------------------- | --------- | --------- | --------- | ----------- |
| 1                       | 33  | Max Verstappen     | Red Bull-Honda            | 1:58,717  | 1:56,559  | 1:59,765  | 1           |
| 2                       | 63  | George Russell     | Williams-Mercedes         | 1:59,717  | 1:56,950  | 2:00,086  | 2           |
| 3                       | 44  | Lewis Hamilton     | Mercedes                  | 1:59,218  | 1:56,229  | 2:00,099  | 3           |
| 4                       | 3   | Daniel Ricciardo   | McLaren-Mercedes          | 2:01,583  | 1:57,127  | 2:00,864  | 4           |
| 5                       | 5   | Sebastian Vettel   | Aston Martin-BWT Mercedes | 2:00,175  | 1:56,814  | 2:00,935  | 5           |
| 6                       | 10  | Pierre Gasly       | Alpha Tauri-Honda         | 2:00,387  | 1:56,440  | 2:01,164  | 6           |
| 7                       | 11  | Sergio Pérez       | Red Bull-Honda            | 1:59,334  | 1:56,886  | 2:02,112  | 7           |
| 8                       | 77  | Valtteri Bottas    | Mercedes                  | 1:59,870  | 1:56,295  | 2:02,502  | 13          |
| 9                       | 31  | Esteban Ocon       | Alpine-Renault            | 2:01,824  | 1:57,354  | 2:03,513  | 8           |
| 10                      | 4   | Lando Norris       | McLaren-Mercedes          | 1:58,301  | 1:56,025  | Ingen tid | 15          |
| 11                      | 16  | Charles Leclerc    | Ferrari                   | 2:00,728  | 1:57,721  | N/A       | 9           |
| 12                      | 6   | Nicholas Latifi    | Williams-Mercedes         | 2:00,966  | 1:58,056  | N/A       | 10          |
| 13                      | 55  | Carlos Sainz, Jr.  | Ferrari                   | 2:01,184  | 1:58,137  | N/A       | 11          |
| 14                      | 14  | Fernando Alonso    | Alpine-Renault            | 2:01,653  | 1:58,205  | N/A       | 12          |
| 15                      | 18  | Lance Stroll       | Aston Martin-BWT Mercedes | 2:01,597  | 1:58,231  | N/A       | 20          |
| 16                      | 99  | Antonio Giovinazzi | Alfa Romeo-Ferrari        | 2:02,306  | N/A       | N/A       | 15          |
| 17                      | 22  | Yuki Tsunoda       | Alpha Tauri-Honda         | 2:02,413  | N/A       | N/A       | 16          |
| 18                      | 47  | Mick Schumacher    | Haas-Ferrari              | 2:03,973  | N/A       | N/A       | 17          |
| 19                      | 7   | Kimi Räikkönen     | Alfa Romeo-Ferrari        | 2:04,452  | N/A       | N/A       | 18          |
| 20                      | 9   | Nikita Mazepin     | Haas-Ferrari              | 2:04,939  | N/A       | N/A       | 19          |
| 107 %-gränsen: 2:06,582 |     |                    |                           |           |           |           |             |
| Källor:                 |     |                    |                           |           |           |           |             |

## Loppet
Loppet var planerat att starta 15:00 lokaltid men starten sköts upp på grund av dåliga väderförhållanden med mycket regn och väldigt dålig sikt. Så småningom kördes ett formationsvarv samt ett ytterligare varv bakom säkerhetsbilen innan startproceduren avbröts och alla bilarna körde in i depån. Klockan 18:20 lokaltid startades loppet officiellt genom att bilarna körde ut på banan igen och genomförde tre varv bakom säkerhetsbilen innan loppet rödflaggades och bilarna körde in i depån ännu en gång. Loppet stoppades definitivt klockan 18:44 lokaltid och Max Verstappen tilldelades segern i loppet. George Russell för Williams tog sin första pallplats med en andraplats och Lewis Hamilton tog tredjeplats. 
Loppet blev i och med detta historiskt genom att vara det kortaste Formel 1-loppet som någonsin ägt rum, både sett till distans och antal varv, då officiellt enbart ett varv eller 6,880 km kördes. Det tidigare rekordet vad gäller distans innehades av Australiens Grand Prix 1991, där 52,920 km kördes. Tysklands Grand Prix 1971, som kördes över 12 varv, innehade det tidigare rekordet för minst antal varv.
Eftersom man inte körde minst 75% av den ursprungliga racedistansen delades endast halva poängen ut till de tio främst placerade förarna. Detta var första gången som halva poängen delades ut i Formel 1 sedan Malaysias Grand Prix 2009 och enbart den sjätte gången någonsin inom sporten. 
Loppet blev det första Formel 1 loppet någonsin där ingen förare tilldelades snabbaste varv. Det var det tolfte loppet någonsin som avslutades bakom säkerhetsbilen och det elfte någonsin där ingen förare bröt loppet. 
| Pos.                                                         | Nr. | Förare             | Konstruktör               | Varv | Tid/Bröt | Grid | Poäng |
| ------------------------------------------------------------ | --- | ------------------ | ------------------------- | ---- | -------- | ---- | ----- |
| 1                                                            | 33  | Max Verstappen     | Red Bull-Honda            | 1    |          | 1    | 12,5  |
| 2                                                            | 63  | George Russell     | Williams-Mercedes         | 1    |          | 2    | 9     |
| 3                                                            | 44  | Lewis Hamilton     | Mercedes                  | 1    |          | 3    | 7,5   |
| 4                                                            | 3   | Daniel Ricciardo   | McLaren-Mercedes          | 1    |          | 4    | 6     |
| 5                                                            | 5   | Sebastian Vettel   | Aston Martin-BWT Mercedes | 1    |          | 5    | 5     |
| 6                                                            | 10  | Pierre Gasly       | Alpha Tauri-Honda         | 1    |          | 6    | 4     |
| 7                                                            | 31  | Esteban Ocon       | Alpine-Renault            | 1    |          | 8    | 3     |
| 8                                                            | 16  | Charles Leclerc    | Ferrari                   | 1    |          | 9    | 2     |
| 9                                                            | 6   | Nicholas Latifi    | Williams-Mercedes         | 1    |          | 10   | 1     |
| 10                                                           | 55  | Carlos Sainz, Jr.  | Ferrari                   | 1    |          | 11   | 0,5   |
| 11                                                           | 14  | Fernando Alonso    | Alpine-Renault            | 1    |          | 12   |       |
| 12                                                           | 77  | Valtteri Bottas    | Mercedes                  | 1    |          | 13   |       |
| 13                                                           | 99  | Antonio Giovinazzi | Alfa Romeo-Ferrari        | 1    |          | 14   |       |
| 14                                                           | 4   | Lando Norris       | McLaren-Mercedes          | 1    |          | 15   |       |
| 15                                                           | 22  | Yuki Tsunoda       | Alpha Tauri-Honda         | 1    |          | 16   |       |
| 16                                                           | 47  | Mick Schumacher    | Haas-Ferrari              | 1    |          | 17   |       |
| 17                                                           | 9   | Nikita Mazepin     | Haas-Ferrari              | 1    |          | 18   |       |
| 18                                                           | 18  | Lance Stroll       | Aston Martin-BWT Mercedes | 1    |          | 20   |       |
| 19                                                           | 7   | Kimi Räikkönen     | Alfa Romeo-Ferrari        | 1    |          | PL   |       |
| 20                                                           | 11  | Sergio Pérez       | Red Bull-Honda            | 1    |          | PL   |       |
| Snabbaste varvet: Nikita Mazepin, Haas-Ferrari (ingen poäng) |     |                    |                           |      |          |      |       |
| Källor:                                                      |     |                    |                           |      |          |      |       |

Noter
1. ↑  Eftersom loppet inte kom igång i tid, tilldelades endast 50% av poängen.

## Ställning i mästerskapet efter loppet
| Pos. | Förare          | Poäng |
| ---- | --------------- | ----- |
| 1    | Lewis Hamilton  | 202,5 |
| 2    | Max Verstappen  | 199,5 |
| 3    | Lando Norris    | 113   |
| 4    | Valtteri Bottas | 108   |
| 5    | Sergio Pérez    | 104   |

| Pos. | Konstruktör      | Poäng |
| ---- | ---------------- | ----- |
| 1    | Mercedes         | 310,5 |
| 2    | Red Bull-Honda   | 303,5 |
| 3    | McLaren-Mercedes | 169   |
| 4    | Ferrari          | 165,5 |
| 5    | Alpine-Renault   | 80    |

- Notering: Endast de fem bästa placeringarna i vardera mästerskap finns med på listorna.